# Leonardo Del Vecchio
Leonardo Del Vecchio (Milán, 22 de mayo de 1935-Milán, 27 de junio de 2022) fue un empresario italiano. Fundador y presidente de Luxottica, el mayor fabricante y vendedor de gafas y lentes de todo el mundo que cuenta 77 734 empleados y más de 7000 tiendas. También fue un importante accionista de Foncière des Régions y Assicurazioni Generali. De acuerdo con la revista Forbes fue el segundo hombre más rico de Italia y 37 en el mundo, con un patrimonio neto de 18 700 millones de dólares.

## Biografía
Nació en Milán, el menor de cuatro hermanos. Su padre, comerciante de fruta de Barletta, murió antes de su nacimiento. Los hermanos vivieron con su madre Grazia Rocco, hasta que fue entregado por su madre al Colegio de Martinitt, donde permaneció allí hasta graduarse de la escuela secundaria. A los quince años se fue a trabajar como aprendiz en Johnson, una fábrica de tallados de copas y medallas. Los propietarios lo incentivaron a matricularse en clases nocturnas en la Academia de Bellas Artes de Brera para estudiar diseño, y sobre todo, grabado.

### De Agordo a la Bolsa de Nueva York
A los veintidós años se trasladó a Pieve Tesino donde encontró trabajo como obrero en una fábrica de grabados de metal. En 1958 se trasladó a Agordo, en la provincia de Belluno, para abrir una tienda de monturas de gafas. Después de tres años, en 1961, la tienda se convierte en Luxottica S.A.S, con catorce empleados, especializada en la producción de piezas metálicas para gafas. Se las arregló para conseguir un amplio garaje y cobertizo en Agordo porque la ciudad le dio la tierra para proyectos industriales. Se convirtió en el único propietario en 1967, mientras continuó con la producción de productos semiacabados para terceros, la empresa dio el primer avance estratégico: se inicia, con el ensamblado de las partes individuales, para producir las gafas completas y venderlas bajo la marca Luxottica. Después de tan solo cuatro años, en 1971, Luxottica dejó el negocio de fabricación por contrato para dedicarse exclusivamente a la creación y comercialización de gafas terminadas. En 1981 la compañía se había convertido en fuerte y sólida, y continuó el desembarco en el mercado americano. Se dirigió al Credito Italiano, presidido por Lucio Rondelli, para obtener un préstamo con el que comprar Avantgarde, una marca de gafas estadounidense que le permitió ingresar en el mercado de ese país. Un año después devolvió al banco todo el capital con intereses, habiendo ya abierto cuatro nuevas fábricas y contratar a 4500 personas. A partir de 1990 la empresa cotiza en la Bolsa de Nueva York. Desde 1995, Luxottica es el mayor fabricante y distribuidor global en el mercado de la óptica. Con Benetton compró el SME (Società Meridionale di Elettricità, antiguo Grupo IRI), que en 1993 había comenzado las franquicias de los supermercados GS y Autogrill: «Fue una operación financiera, concluida cinco años después con la venta a la francesa Carrefour» en 1995.

### Siglo XXI
A partir de 2000 Luxottica cotiza en la Bolsa de Italia. El nuevo milenio coincide con una serie de adquisiciones internacionales en las áreas de producción y distribución de gafas de sol y gafas graduadas. Desde el 27 de julio de 2004 le cedió el cargo de CEO de Luxottica a Andrea Guerra, así como la de un director en sus principales filiales. Adquirió la parte mayoritaria de Immobiliare Beni STABILI, en febrero de 2007, conformando una alianza con el gigante francés Foncière des Régions para crear el mayor grupo inmobiliario europeo. Luxottica adquirió por $ 2.1 billones la compañía californiana Oakley, la marca más importante en el mundo de las gafas deportivas. Fue acusado de evasión de la legislación fiscal italiana entre 1997-1998; en 2008 la comisión fiscal de Belluno lo condenó a pagar al Estado 20,4 millones. ( El nuevo milenio empezó el uno de enero de 2001)

## Premios y reconocimientos
- 1986: Cavaliere del lavoro.[8]
- 1995: Título honorífico en Economía empresarial de la Universidad Ca' Foscari de Venecia.
- 1999: MBA honorífico en Negocios Internacionales de la MIB School of Management de Trieste.
- 2002: Título honorífico de Ingeniero de Gestión de la Universidad de Údine.
- 2006: Título honorífico en Ingeniería de Materiales del Politécnico de Milán.
- 2007: Ciudadanía honorífica de Agordo.
- 2012: Máster honorífico en Administración de Empresas de la Fundación CUOA.
- 2013: Medalla Ambrogino d'oro de la Comisión de Méritos Cívicos del Ayuntamiento de Milán.